# Фолькертсгаузен
Фолькертсгаузен (нім. Volkertshausen) — громада в Німеччині, знаходиться в землі Баден-Вюртемберг. Підпорядковується адміністративному округу Фрайбург. Входить до складу району Констанц.
Площа — 5,15 км2. Населення становить 3166 ос. (станом на 31 грудня 2020).